# Tào Mạt
Tào Mạt (23 tháng 11 năm 1930 – 13 tháng 4 năm 1993) là một nhà soạn giả chèo hiện đại người Việt Nam, được phong tặng danh hiệu nghệ sĩ nhân dân năm 1993 và truy tặng Giải thưởng Hồ Chí Minh năm 1996.

## Tiểu sử
Tào Mạt tên thật là Nguyễn Duy Thục, có lúc viết là Nguyễn Đăng Thục, sinh ngày 23 tháng 11 năm 1930 tại xã Hữu Bằng, huyện Thạch Thất, tỉnh Hà Tây.
Ông tham gia các hoạt động cách mạng do Việt Minh tổ chức từ 1942, khi còn rất ít tuổi, tham gia cuộc khởi nghĩa giành chính quyền năm 1945 ở Hà Tây và là đảng viên Đảng Cộng sản Đông Dương từ năm 1946, khi mới 16 tuổi. Tào Mạt đặc biệt yêu thích văn học Hán-Nôm và chủ yếu tự học để nghiên cứu. Ông là sĩ quan Quân đội nhân dân Việt Nam, mang quân hàm Đại tá.
Tào Mạt qua đời ngày 13 tháng 4 năm 1993 tại Bệnh viện Quân đội Trung ương 108, Hà Nội do bệnh ung thư.
Ông để lại khoảng 20 kịch bản chủ yếu là chèo, ngoài ra còn sáng tác thơ chữ Hán. Tào Mạt được tặng danh hiệu Nghệ sĩ Nhân dân và Giải thưởng Hồ Chí Minh đợt 1 (năm 1996) văn nghệ thuật sân khấu.

## Tác phẩm
- Cái ba lô (kịch, 1958)
- Chị Tâm bến Cốc (kịch, 1960)
- Trong phòng trực chiến (chèo, 1965)
- Đường về trận địa (chèo, 1966)
- Đỉnh cao phía trước (chèo, 1967)
- Nguyễn Viết Xuân (chèo, 1970)
- Bộ ba chèo Bài ca giữ nước (1979-1985) gồm các vở: Lý Thánh Tông tuyển hiền, Ỷ Lan nhiếp chính và Lý Nhân Tông học làm vua.
- Những lời tâm huyết (tiểu luận, 1993)
- Thơ chữ Hán Tào Mạt (1994)

## Thành tựu nghệ thuật
Các kịch bản của Tào Mạt, đỉnh cao là bộ ba chèo Bài ca giữ nước toát lên tinh thần yêu nước, độc lập dân tộc truyền thống cũng như tính dân chủ, ý thức công dân hiện đại và tính nhân văn sâu sắc làm rung động lòng người. Về nghệ thuật, tác phẩm của ông kết hợp nhuần nhuyễn giữa phương pháp hiện thực với yếu tố dân gian. Trên cơ sở các làn điệu chèo truyền thống, ông đã sáng tạo ra những làn điệu mới để chuyển tải một cách hiện đại hơn nội dung tư tưởng. Bộ ba chèo Bài ca giữ nước được giới chuyên môn đánh giá là một trong những tác phẩm tiêu biểu nhất của nghệ thuật chèo nói riêng và nghệ thuật sân khấu hiện đại Việt Nam nói chung; nhân vật Hề Hoạn với những lớp trò, lời thoại đặc sắc có thể sánh ngang với những nhân vật tiêu biểu của chèo truyền thống. Những đóng góp đó của Tào Mạt đã tạo nên một sức sống mới cho nghệ thuật chèo hiện đại Việt Nam.
Ông còn là tác giả ca từ cho bài hát "Bước chân trên dải Trường Sơn" của nhạc sĩ Vũ Trọng Hối, bài hát được gọi là "quân ca của người lính Trường Sơn".

## Bút danh
Sở dĩ Nguyễn Duy Thục lấy bút danh Tào Mạt vì ông kính phục nhân vật Tào Mạt - viên tướng nước Lỗ thời Xuân Thu trong lịch sử Trung Quốc, được ghi lại trong Sử ký Tư Mã Thiên và Đông Chu Liệt Quốc.
Tướng Tào Mạt nổi tiếng với điển tích cầm chủy thủ đe doạ Tề Hoàn Công (vua nước Tề, khi đó đang làm bá chủ chư hầu) trong cuộc hội thề với vua Lỗ (Lỗ Trang Công) để đòi lại cho nước Lỗ những vùng đất đã bị nước Tề chiếm.